# Cinquième Monde
L'expression Cinquième Monde désigne, chez les indiens Navajos, l'univers physique actuel. Les mythes Navajo décrivent l'émergence du peuple Navajo à travers quatre mondes pour aboutir en un cinquième.
Ce terme est parfois utilisé pour désigner les micronations[réf. nécessaire].

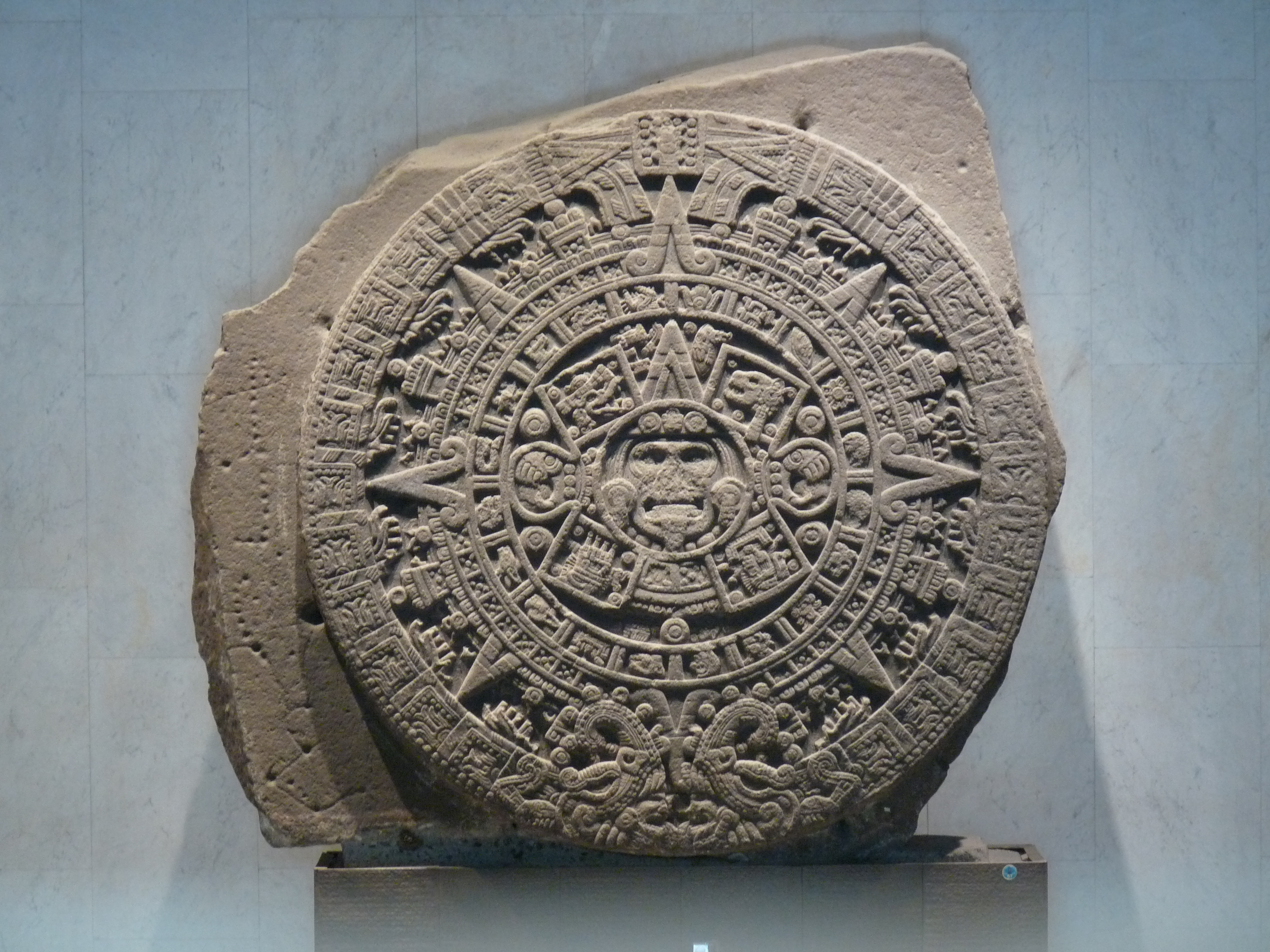
Le monolithe appelé Pierre du Soleil ou Calendrier aztèque est une synthèse de la cosmogonie aztèque (salle mexica du Musée national d'anthropologie de Mexico).

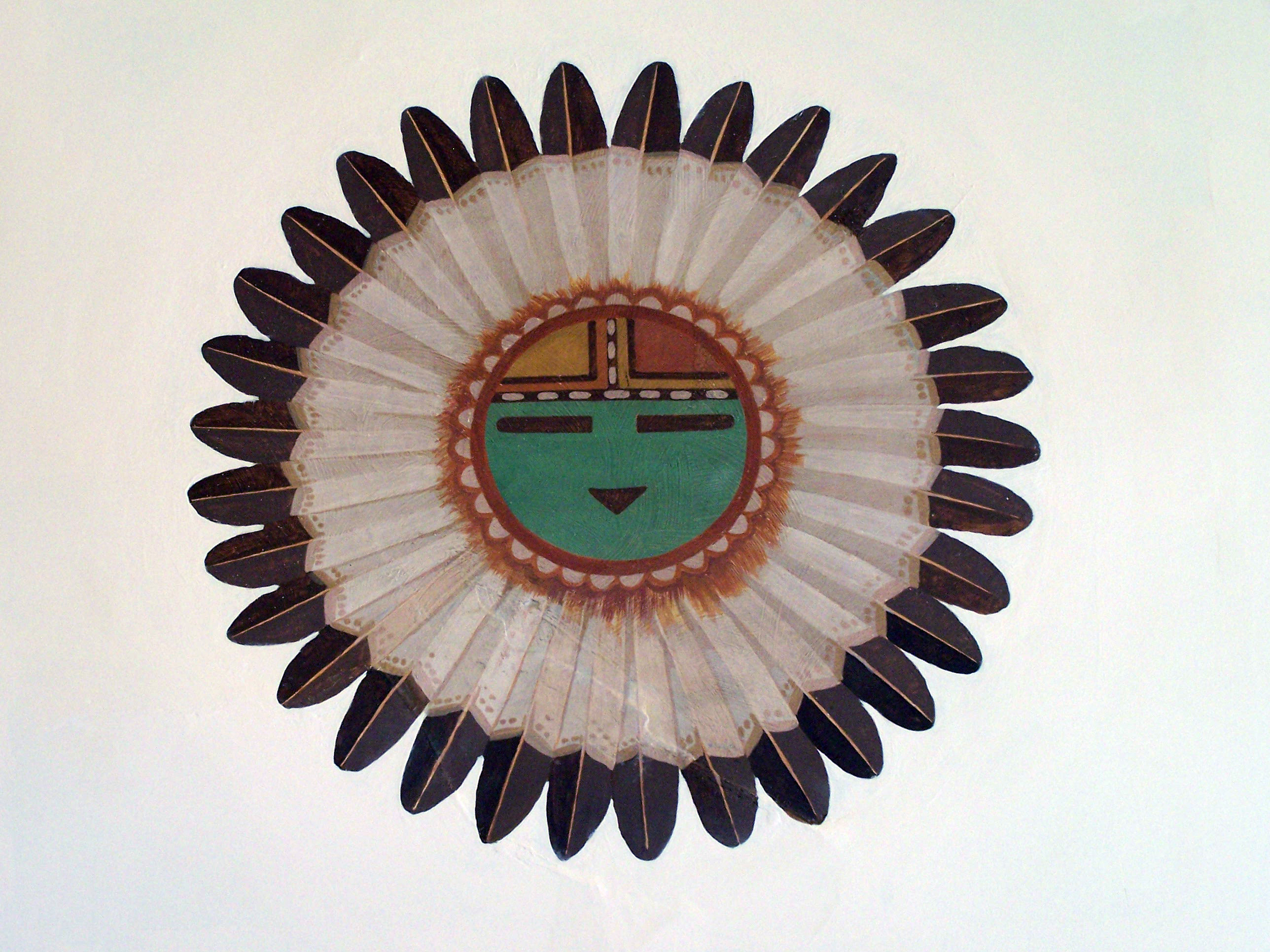
Tawa, le soleil, esprit et créateur, en mythologie hopi.

## Mythologie aztèquemexica
- Mythologie aztèque

## Mythologie hopi
- Mythologie hopi (en)

## Mythologie navajo
- Diné Bahaneʼ